# Tarnhelm

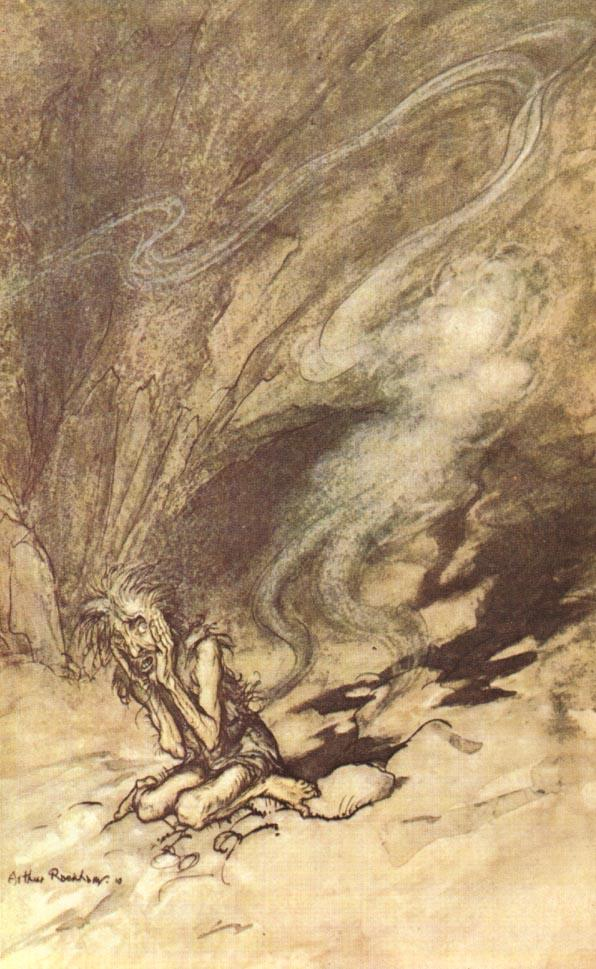
Alberich zet de tarnhelm op en verdwijnt, illustratie door Arthur Rackham bij Richard Wagners Das Rheingold

De Tarnhelm is een magische helm die voorkomt in Richard Wagners Der Ring des Nibelungen. De helm is door Mime vervaardigd op verzoek van zijn broer Alberich. Alberich gebruikt hem om onzichtbaar te worden in Das Rheingold. Alberich verandert ermee in een draak en dan in een pad in scène 3 van Das Rheingold.
Siegfried neemt ermee het uiterlijk van Gundohar aan in scène 3 van het 1e bedrijf van de Götterdämmerung.
Siegfried gebruikt de helm ook voor teleportatie in scène 2 van het 2e bedrijf van de Götterdämmerung.
De helm Huliðshjálmr van de Noordse dwergen en de helm Aeges van Fafnir houden er verband mee.